# Budapesti 7. sz. országgyűlési egyéni választókerület
A budapesti 7. sz. országgyűlési egyéni választókerület egyike annak a 106 választókerületnek, amelyre a 2011. évi CCIII. törvény Magyarország területét felosztja, és amelyben a választópolgárok egy-egy országgyűlési képviselőt választhatnak. A választókerület nevének szabványos rövidítése: Budapest 07. OEVK. Székhelye: Budapest XIII. kerülete 

## Területe
A választókerületet az alábbiak szerint határozza meg a törvény:
A XIII. kerület választókerülethez tartozó részének határa: A Népsziget déli csúcsától a Duna fő, majd budai ágának középvonalán halad a Margit hídig, innen a Jászai Mari téren át és a Szent István körúton a Nyugati térig, a Nyugati tér nyugati, majd délkeleti oldalán a Váci útig, a Váci úton a Ferdinánd hídig, innen a Lehel úton a Bulcsú utcáig, a Bulcsú utcán az aluljáró bejáratáig, majd a MÁV 28224 hrsz.-ú ingatlanának északnyugati határvonalát követve a Dózsa György útig, innen a Dózsa György utat keresztezve, a Vágány utcán a XIII. kerület régi határvonalát követve a Róbert Károly körútig, ezen, a Dévényi úton, a Szegedi úton, a Tatai úton át a Futár utcáig, a Futár utca páratlan házszámozású oldalán a Jász utcáig, a Jász utca páros házszámozású oldalán a Keszkenő utcáig, a Keszkenő utca páratlan házszámozású oldalán a Béke útig, a Béke út páros házszámozású oldalán, a Gyöngyösi útig, a Gyöngyösi út páratlan házszámozású oldalán a Gyöngyösi térig, a Gyöngyösi tér keleti, majd déli oldalán az épületek vonalán haladva, a Váci utat keresztezve a Meder utcáig, a Meder utca páros házszámozású oldalán haladva az utca végéig, az utca végétől a kiindulási pontig körbezárt terület.

## Országgyűlési képviselője
| Név             | Párt                                         | Párt | Terminus | Megjegyzés                                   |
| --------------- | -------------------------------------------- | ---- | -------- | -------------------------------------------- |
| Hiszékeny Dezső |                                              | MSZP | 2014 –   | A 2014-es országgyűlési választás eredménye: |
| Hiszékeny Dezső | A 2018-as országgyűlési választás eredménye: | MSZP | 2014 –   |                                              |
| Hiszékeny Dezső | A 2022-es országgyűlési választás eredménye: | MSZP | 2014 –   |                                              |

## Demográfiai profilja
| Iskolai végzettség                | Iskolai végzettség               | Iskolai végzettség | Iskolai végzettség | Iskolai végzettség |
| --------------------------------- | -------------------------------- | ------------------ | ------------------ | ------------------ |
|                                   |                                  |                    |                    | fő                 |
| Általános iskolát nem végezte el  | Általános iskolát nem végezte el |                    | 878                | 878                |
| Általános iskola                  | Általános iskola                 |                    | 8650               | 8650               |
| Szakmunkás                        | Szakmunkás                       |                    | 8801               | 8801               |
| Érettségi                         | Érettségi                        |                    | 32154              | 32154              |
| Diploma                           | Diploma                          |                    | 44575              | 44575              |
| A 2022. évi népszámlálás szerint. |                                  |                    |                    |                    |

A budapesti 7. sz. választókerület lakónépessége 2022. október 1-jén 109 564 fő volt. A 2011-es és a 2022-es népszámlálás között 2471 fővel nőtt a választókerület lakosság száma. A választókerületben a korösszetétel alapján a legtöbben a fiatal felnőttek élnek 37 789 fővel, míg a legkevesebben a gyermekek 36 917 fővel. A választókerület lakosságának a 91,9%-nál van internet elérési lehetőség.
A legmagasabb befejezett iskolai végzettség szerint a diplomával rendelkezők élnek a legtöbben 44 575 fő, utánuk a következő nagy csoport az érettségizettek 32 154 fővel.
Gazdasági aktivitás szerint a lakosság több mint a fele foglalkoztatott 64 762 fő, második legjelentősebb csoport az inaktív keresők, akik főleg nyugdíjasok 20 354 fővel.
A választókerület legjelentősebb nemzetiségi csoportja az ukránok 1470 fő, illetve a németek 1103 fő. Magyar állampolgársággal nem rendelkező külföldi állampolgárok aránya 8,6%.
Vallási összetétel szerint a választókerületben a vallási közösséghez nem tartozók száma a legnagyobb (19 354 fő), második legnagyobb csoport a római katolikus (18 486 fő), valamint jelentős közösség még a reformátusok (6305 fő).

## Országgyűlési választások
| Párt                                                         | Párt                      | Jelölt                  | Szavazatok | %     | ± %  |
| ------------------------------------------------------------ | ------------------------- | ----------------------- | ---------- | ----- | ---- |
|                                                              | Egységben Magyarországért | Hiszékeny Dezső         | 35 248     | 60,53 | 8,73 |
|                                                              | Fidesz-KDNP               | Harrach Tamás           | 17 697     | 30,39 | 1,9  |
|                                                              | MKKP                      | Dr. Aleva Márta         | 2445       | 4,2   | 1,94 |
|                                                              | Mi Hazánk                 | Nagy Zsolt              | 1907       | 3,27  | Új   |
|                                                              | MEMO                      | Halmi Bajnok            | 675        | 1,16  | Új   |
|                                                              | Normális Párt             | Dr. Varga István Károly | 263        | 0,69  | Új   |
| Megjelent                                                    | Megjelent                 | Megjelent               | 58 520     | 73,85 | 0    |
| Választópolgárok száma                                       | Választópolgárok száma    | Választópolgárok száma  | 79 234     | 100   | 1,91 |
| Az MSZP az ellenzéki összefogás részeként tartja a körzetet. |                           |                         |            |       |      |

| Párt                                 | Párt                   | Jelölt                 | Szavazatok | %     | ± %  |
| ------------------------------------ | ---------------------- | ---------------------- | ---------- | ----- | ---- |
|                                      | MSZP-Párbeszéd         | Hiszékeny Dezső        | 33 412     | 56,48 | 5,23 |
|                                      | Fidesz-KDNP            | Harrach Tamás          | 16 854     | 28,49 | 2,16 |
|                                      | Jobbik                 | Magvasi Adrián         | 3591       | 6,07  | 2,57 |
|                                      | LMP                    | Kerékgyártó István     | 2447       | 4,14  | 2,98 |
|                                      | Momentum               | Hajnal Miklós          | 1520       | 2,57  | Új   |
|                                      | MKKP                   | Sebő Ferenc            | 1337       | 2,26  | Új   |
| Megjelent                            | Megjelent              | Megjelent              | 59 654     | 73,85 | 6,75 |
| Választópolgárok száma               | Választópolgárok száma | Választópolgárok száma | 80 781     | 100   | 0,15 |
| Az MSZP-Párbeszéd tartja a körzetet. |                        |                        |            |       |      |

| Párt                                                  | Párt                   | Jelölt                 | Szavazatok | %     |
| ----------------------------------------------------- | ---------------------- | ---------------------- | ---------- | ----- |
|                                                       | Összefogás             | Hiszékeny Dezső        | 27 514     | 51,25 |
|                                                       | Fidesz-KDNP            | Dr. Szalay Péter       | 16 453     | 30,65 |
|                                                       | Jobbik                 | Benke László           | 4640       | 8,64  |
|                                                       | LMP                    | Moldován László        | 3821       | 7,12  |
|                                                       | Egyéb pártok           |                        | 1258       | 2,34  |
| Megjelent                                             | Megjelent              | Megjelent              | 54 285     | 67,1  |
| Választópolgárok száma                                | Választópolgárok száma | Választópolgárok száma | 80 903     | 100   |
| Az MSZP az Összefogás részeként nyeri meg a körzetet. |                        |                        |            |       |

## Ellenzéki előválasztás – 2021
| Frakció                               | Frakció         | Jelölő szervezetek                | Jelölt             | Szavazatok | %     |
| ------------------------------------- | --------------- | --------------------------------- | ------------------ | ---------- | ----- |
|                                       | MSZP            | MSZP, Párbeszéd, LMP, Jobbik, MMM | Hiszékeny Dezső    | 7798       | 55,47 |
|                                       | Momentum        | Momentum                          | Naszádos Zsófia    | 3197       | 22,74 |
|                                       | DK              | DK, Liberálisok                   | Keszhelyi Dorottya | 3064       | 21,79 |
| Összes szavazat                       | Összes szavazat | Összes szavazat                   | Összes szavazat    | 14 059     | 100   |
| Hiszékeny Dezső nyeri meg a körzetet. |                 |                                   |                    |            |       |